# Fitchia speciosa
Fitchia speciosa là một loài thực vật có hoa trong họ Cúc. Loài này được Cheeseman mô tả khoa học đầu tiên.